# Seligeria pusilla
Seligeria pusilla ist eine Moosart der Ordnung Grimmiales.

## Merkmale
Die Stämmchen sind bis einen Millimeter hoch und schraubig beblättert. Sie wachsen in Rasen. Die Blätter haben einen lanzettlichen Grund und sind schmal pfriemenförmig ausgezogen. Der Blattrand ist seicht gezähnt. Die Blattrippe ist schwach und endet meist vor der Blattspitze. Die Zellen in der Blattspitze sind rechteckig bis lang rechteckig. 
Die Seta ist gelblich und aufrecht. Die Kapsel hat ein Peristom.

## Verbreitung
Die Art kommt in Nordamerika und Eurasien vor. In Deutschland ist sie in allen Kalkgebirgen zu finden. Sie wächst an schattigen Kalkfelsen, auf Molasse und auf Kalktuff.

## Belege
- Jan-Peter Frahm, Wolfgang Frey: Moosflora (= UTB. 1250). 4., neubearbeitete und erweiterte Auflage. Ulmer, Stuttgart 2004, ISBN 3-8252-1250-5.